# Vimassa
La vimassa (Salix aurita) és un arbust caducifoli de la família de les salicàcies. També rep el nom de gatell, salenca de riu o salze arbustiu.

## Descripció
És un arbust d'entre 2 i 3 metres d'alçada, amb les branques glabres i molt obertes. Les més joves són de color bru.
Les fulles són ovades, de 2 a 4 cm. Tenen el marge pelut i quasi sempre acabades en una punta cargolada cap a un dels costats. Són de color gris per l'anvers i verdes i llanoses pel revers. Tenen el pecíol curt, d'1 cm aproximadament.
Les flors són petites, sense periant. Les flors masculines tenen 2 estams que sobresurten, igual que les femenines. Els 2 tipus de flors es reuneixen en petits aments cilíndrics que surten abans que les fulles; els masculins tenen més flors que els femenins i creixen en peus diferents (dioic). Floreix entre els mesos de març i maig.
El fruit és una càpsula tomentosa, amb llavors amb pèls sedosos per facilitar-ne la dispersió.

## Distribució i hàbitat
Acostuma a créixer en llocs humits i vora els llocs amb aigua, habitualment en sòls de silici. A Catalunya només el podem trobar prop de torrents de muntanya del Pirineu a partir dels 1.200 metres d'altitud.

## Etimologia
El nom salix, prové del llatí, que significa "salze"; i el nom aurita, que significa "orelluda" (degut a la forma de les estípules).